# Mythicomyia binotata
Mythicomyia binotata är en tvåvingeart som beskrevs av Hall och Neal L. Evenhuis 1986. Mythicomyia binotata ingår i släktet Mythicomyia och familjen svävflugor.
Artens utbredningsområde är Baja California (Mexiko). Inga underarter finns listade i Catalogue of Life.